# Eleições europeias de 2019 em Portalegre

## Resultados Oficiais
| Partido                 | Partido                        | Votos  | %               | +/-  |
| ----------------------- | ------------------------------ | ------ | --------------- | ---- |
|                         | Partido Socialista             | 2 462  | 37,72 / 100,00  | 2,01 |
|                         | Partido Social Democrata       | 1 255  | 19,23 / 100,00  | -    |
|                         | Bloco de Esquerda              | 651    | 9,97 / 100,00   | 5,45 |
|                         | CDS – Partido Popular          | 456    | 6,99 / 100,00   | -    |
|                         | Coligação Democrática Unitária | 437    | 6,70 / 100,00   | 5,65 |
|                         | Pessoas–Animais–Natureza       | 178    | 2,73 / 100,00   | 1,52 |
|                         | Basta!                         | 138    | 2,11 / 100,00   | 1,59 |
|                         | Aliança                        | 125    | 1,92 / 100,00   | Novo |
|                         | LIVRE                          | 84     | 1,29 / 100,00   | 0,22 |
|                         | Outros (com menos de 1,00%)    | 235    | 3,60 / 100,00   |      |
| Votos Inválidos         | Votos Inválidos                | 506    | 7,75 / 100,00   | 2,00 |
| Total                   | Total                          | 6 527  | 100,00 / 100,00 |      |
| Eleitorado/Participação | Eleitorado/Participação        | 20 528 | 31,80 / 100,00  | 0,10 |

## Resultados por Freguesia
Os resultados seguintes referem-se aos partidos que obtiveram mais de 1,00% dos votos:
| Freguesia                   | %     | %     | %     | %     | %     | %    | %    | %    | %    | Votantes |
| Freguesia                   | PS    | PSD   | BE    | CDS   | CDU   | PAN  | B!   | A    | L    | Votantes |
| --------------------------- | ----- | ----- | ----- | ----- | ----- | ---- | ---- | ---- | ---- | -------- |
| Alagoa                      | 44,03 | 22,39 | 6,72  | 12,69 | 2,24  | 1,49 | 0,75 | 0    | 0,75 | 134      |
| Alegrete                    | 43,19 | 27,51 | 6,94  | 6,68  | 2,31  | 0,77 | 1,29 | 0,51 | 1,29 | 389      |
| Fortios                     | 39,87 | 15,45 | 10,44 | 5,64  | 10,02 | 2,51 | 1,88 | 2,71 | 0,84 | 479      |
| Reguengo e São Julião       | 33,33 | 36,08 | 3,14  | 4,31  | 2,35  | 1,96 | 1,96 | 2,35 | 0,78 | 255      |
| Ribeira de Nisa e Carreiras | 33,74 | 20,61 | 10,71 | 6,67  | 6,46  | 2,22 | 1,82 | 1,01 | 1,21 | 495      |
| Sé e São Lourenço           | 36,28 | 18,22 | 10,47 | 7,61  | 7,28  | 3,23 | 2,15 | 2,15 | 1,36 | 4 270    |
| Urra                        | 48,12 | 14,26 | 11,29 | 3,37  | 5,54  | 1,39 | 3,37 | 1,39 | 1,58 | 505      |
| Portalegre                  | 37,72 | 19,23 | 9,97  | 6,99  | 6,70  | 2,73 | 2,11 | 1,92 | 1,29 | 6 527    |

#### Alagoa
| Partido                 | Partido                        | Votos | %               | +/-  |
| ----------------------- | ------------------------------ | ----- | --------------- | ---- |
|                         | Partido Socialista             | 59    | 44,03 / 100,00  | 5,38 |
|                         | Partido Social Democrata       | 30    | 22,39 / 100,00  | -    |
|                         | CDS – Partido Popular          | 17    | 12,69 / 100,00  | -    |
|                         | Bloco de Esquerda              | 9     | 6,72 / 100,00   | 3,19 |
|                         | Coligação Democrática Unitária | 3     | 2,24 / 100,00   | 1,88 |
|                         | Pessoas–Animais–Natureza       | 2     | 1,49 / 100,00   | 0,90 |
|                         | Outros (com menos de 1,00%)    | 4     | 2,99 / 100,00   |      |
| Votos Inválidos         | Votos Inválidos                | 10    | 7,47 / 100,00   | 5,47 |
| Total                   | Total                          | 134   | 100,00 / 100,00 |      |
| Eleitorado/Participação | Eleitorado/Participação        | 504   | 26,59 / 100,00  | 3,45 |

#### Alegrete
| Partido                 | Partido                        | Votos | %               | +/-  |
| ----------------------- | ------------------------------ | ----- | --------------- | ---- |
|                         | Partido Socialista             | 168   | 43,19 / 100,00  | 1,42 |
|                         | Partido Social Democrata       | 107   | 27,51 / 100,00  | -    |
|                         | Bloco de Esquerda              | 27    | 6,94 / 100,00   | 4,48 |
|                         | CDS – Partido Popular          | 26    | 6,68 / 100,00   | -    |
|                         | Coligação Democrática Unitária | 9     | 2,31 / 100,00   | 4,82 |
|                         | Basta!                         | 5     | 1,29 / 100,00   | 0,55 |
|                         | LIVRE                          | 5     | 1,29 / 100,00   | 0,55 |
|                         | Partido Nacional Renovador     | 4     | 1,03 / 100,00   | 0,78 |
|                         | Outros (com menos de 1,00%)    | 11    | 2,82 / 100,00   |      |
| Votos Inválidos         | Votos Inválidos                | 27    | 6,94 / 100,00   | 1,42 |
| Total                   | Total                          | 389   | 100,00 / 100,00 |      |
| Eleitorado/Participação | Eleitorado/Participação        | 1 349 | 28,84 / 100,00  | 2,15 |

#### Fortios
| Partido                 | Partido                        | Votos | %               | +/-  |
| ----------------------- | ------------------------------ | ----- | --------------- | ---- |
|                         | Partido Socialista             | 191   | 39,87 / 100,00  | 3,01 |
|                         | Partido Social Democrata       | 74    | 15,45 / 100,00  | -    |
|                         | Bloco de Esquerda              | 50    | 10,44 / 100,00  | 4,95 |
|                         | Coligação Democrática Unitária | 48    | 10,02 / 100,00  | 7,63 |
|                         | CDS – Partido Popular          | 27    | 5,64 / 100,00   | -    |
|                         | Aliança                        | 13    | 2,71 / 100,00   | Novo |
|                         | Pessoas–Animais–Natureza       | 12    | 2,51 / 100,00   | 1,14 |
|                         | Basta!                         | 9     | 1,88 / 100,00   | 1,48 |
|                         | Outros (com menos de 1,00%)    | 14    | 2,92 / 100,00   |      |
| Votos Inválidos         | Votos Inválidos                | 41    | 8,56 / 100,00   | 2,23 |
| Total                   | Total                          | 479   | 100,00 / 100,00 |      |
| Eleitorado/Participação | Eleitorado/Participação        | 1 553 | 30,84 / 100,00  | 0,86 |

#### Reguengo e São Julião
| Partido                 | Partido                                         | Votos | %               | +/-  |
| ----------------------- | ----------------------------------------------- | ----- | --------------- | ---- |
|                         | Partido Social Democrata                        | 92    | 36,08 / 100,00  | -    |
|                         | Partido Socialista                              | 85    | 33,33 / 100,00  | 0,46 |
|                         | CDS – Partido Popular                           | 11    | 4,31 / 100,00   | -    |
|                         | Bloco de Esquerda                               | 8     | 3,14 / 100,00   | 1,06 |
|                         | Coligação Democrática Unitária                  | 6     | 2,35 / 100,00   | 5,26 |
|                         | Aliança                                         | 6     | 2,35 / 100,00   | Novo |
|                         | Pessoas–Animais–Natureza                        | 5     | 1,96 / 100,00   | 0,23 |
|                         | Basta!                                          | 5     | 1,96 / 100,00   | 1,61 |
|                         | Partido Comunista dos Trabalhadores Portugueses | 3     | 1,18 / 100,00   | 0,14 |
|                         | Partido Nacional Renovador                      | 3     | 1,18 / 100,00   | 0,83 |
|                         | Outros (com menos de 1,00%)                     | 4     | 1,56 / 100,00   |      |
| Votos Inválidos         | Votos Inválidos                                 | 27    | 10,59 / 100,00  | 0,49 |
| Total                   | Total                                           | 255   | 100,00 / 100,00 |      |
| Eleitorado/Participação | Eleitorado/Participação                         | 803   | 31,76 / 100,00  | 0,03 |

#### Ribeira de Nisa e Carreiras
| Partido                 | Partido                        | Votos | %               | +/-  |
| ----------------------- | ------------------------------ | ----- | --------------- | ---- |
|                         | Partido Socialista             | 167   | 33,74 / 100,00  | 4,66 |
|                         | Partido Social Democrata       | 102   | 20,61 / 100,00  | -    |
|                         | Bloco de Esquerda              | 53    | 10,71 / 100,00  | 7,90 |
|                         | CDS – Partido Popular          | 33    | 6,67 / 100,00   | -    |
|                         | Coligação Democrática Unitária | 32    | 6,46 / 100,00   | 2,73 |
|                         | Pessoas–Animais–Natureza       | 11    | 2,22 / 100,00   | 0,16 |
|                         | Basta!                         | 9     | 1,82 / 100,00   | 1,82 |
|                         | LIVRE                          | 6     | 1,21 / 100,00   | 1,42 |
|                         | Nós, Cidadãos!                 | 6     | 1,21 / 100,00   | Novo |
|                         | Aliança                        | 5     | 1,01 / 100,00   | Novo |
|                         | Iniciativa Liberal             | 5     | 1,01 / 100,00   | Novo |
|                         | Outros (com menos de 1,00%)    | 6     | 1,21 / 100,00   |      |
| Votos Inválidos         | Votos Inválidos                | 60    | 12,12 / 100,00  | 1,95 |
| Total                   | Total                          | 495   | 100,00 / 100,00 |      |
| Eleitorado/Participação | Eleitorado/Participação        | 1 493 | 33,15 / 100,00  | 0,11 |

#### Sé e São Lourenço
| Partido                 | Partido                        | Votos  | %               | +/-  |
| ----------------------- | ------------------------------ | ------ | --------------- | ---- |
|                         | Partido Socialista             | 1 549  | 36,28 / 100,00  | 1,52 |
|                         | Partido Social Democrata       | 778    | 18,22 / 100,00  | -    |
|                         | Bloco de Esquerda              | 447    | 10,47 / 100,00  | 5,49 |
|                         | CDS – Partido Popular          | 325    | 7,61 / 100,00   | -    |
|                         | Coligação Democrática Unitária | 311    | 7,28 / 100,00   | 5,97 |
|                         | Pessoas–Animais–Natureza       | 138    | 3,23 / 100,00   | 1,98 |
|                         | Basta!                         | 92     | 2,15 / 100,00   | 1,54 |
|                         | Aliança                        | 92     | 2,15 / 100,00   | Novo |
|                         | LIVRE                          | 58     | 1,36 / 100,00   | 0,25 |
|                         | Outros (com menos de 1,00%)    | 173    | 4,05 / 100,00   |      |
| Votos Inválidos         | Votos Inválidos                | 307    | 7,19 / 100,00   | 1,57 |
| Total                   | Total                          | 4 270  | 100,00 / 100,00 |      |
| Eleitorado/Participação | Eleitorado/Participação        | 13 291 | 32,13 / 100,00  | 0,11 |

#### Urra
| Partido                 | Partido                                         | Votos | %               | +/-  |
| ----------------------- | ----------------------------------------------- | ----- | --------------- | ---- |
|                         | Partido Socialista                              | 243   | 48,12 / 100,00  | 6,75 |
|                         | Partido Social Democrata                        | 72    | 14,26 / 100,00  | -    |
|                         | Bloco de Esquerda                               | 57    | 11,29 / 100,00  | 6,61 |
|                         | Coligação Democrática Unitária                  | 28    | 5,54 / 100,00   | 6,69 |
|                         | CDS – Partido Popular                           | 17    | 3,37 / 100,00   | -    |
|                         | Basta!                                          | 17    | 3,37 / 100,00   | 2,83 |
|                         | LIVRE                                           | 8     | 1,58 / 100,00   | 0,68 |
|                         | Pessoas–Animais–Natureza                        | 7     | 1,39 / 100,00   | 0,67 |
|                         | Aliança                                         | 7     | 1,39 / 100,00   | Novo |
|                         | Partido Comunista dos Trabalhadores Portugueses | 6     | 1,19 / 100,00   | 1,51 |
|                         | Outros (com menos de 1,00%)                     | 9     | 1,78 / 100,00   |      |
| Votos Inválidos         | Votos Inválidos                                 | 34    | 6,73 / 100,00   | 5,14 |
| Total                   | Total                                           | 505   | 100,00 / 100,00 |      |
| Eleitorado/Participação | Eleitorado/Participação                         | 1 535 | 32,90 / 100,00  | 0,78 |